# Grave Encounters 2
Grave Encounters 2, estrenada en 2012, es un film estadounidense-canadiense de terror sobrenatural rodada en estilo metraje encontrado y la secuela de Grave Encounters dirigida esta vez por John Poliquin y escrita por The Vicious Brothers, donde se registra con una cámara de vídeo en un punto de vista en primera persona. Esta vez sigue a un grupo de fanáticos que se infiltran en el mismo hospital psiquiátrico para investigar si los acontecimientos de la anterior película fueron reales, convirtiéndose rápidamente en el blanco de las entidades malévolas del hospital. La película fue lanzada en iTunes el 2 de octubre de 2012 y fue estrenado el 12 de octubre de 2012.

## Sinopsis
La película comienza con varias personas haciendo comentarios subjetivos acerca de la primera parte, entre ellos está Alex, un estudiante de cine. Alex dirige varios cortes de cine de terror con sus amigos; aunque en paralelo, investiga sobre los actores de “Grave Encounters”, concluyendo que era real lo que pasó, a pesar de las objeciones de sus amigos. Él publica un vídeo para obtener información acerca de la película y recibe un mensaje de alguien llamado "DeathAwaits666" que vive al lado del hospital. El mensaje logra que Alex viaje a Vancouver (Canadá) para comunicarse con la madre del actor Sean Rogerson, conocido como Lance Preston, el presentador de “Grave Encounters”. Ella cree que Sean está todavía vivo, pero descubren que tiene demencia severa y no sabe de que su hijo está desaparecido. La cuidadora de la mujer los echa de casa tras entrar en la habitación de Sean. Alex descubre que todos los del equipo de “Grave Encounters” de la primera película están desaparecidos o han muerto. Él recibe una citación misteriosa que lo lleva a conocer al productor Jerry Hartfield, de la película original, quien les confiesa que la película es real.
Alex, Tessa, Jared, Jennifer y Trevor viajan al hospital. Al llegar, un guardia de seguridad les obliga a marcharse, mostrando inconformidad por la cámara. En su hotel, Alex descubre otro mensaje de "DeathAwaits666" que dice que el grupo debe reunirse en una sala que se encuentra en los túneles de servicio del hospital. Se dirigen de nuevo al lugar y, escabulléndose del guardia, entran al hospital. Jared establece las cámaras en los varias habitaciones/pasillos y el equipo localiza la habitación de los túneles, sólo para descubrir que está vacía, pero observan un tablero de Ouija que ha sido tallado en una mesa. Al usarlo para comunicarse con los espíritus, se dan cuenta de que "DeathAwaits666" no es una persona, sino una entidad paranormal, que enseguida lanza violentamente la mesa de la habitación.
El grupo huye y se esconde en otra habitación. Ellos aseguran la puerta, pero es golpeada violentamente hasta que se quiebra, revelando que es el guardia de seguridad que los ha seguido desde que entraron. Él los obliga a ir al vestíbulo pero, una vez allí, se oyen pasos en el piso de arriba. El guardia va a investigar, a pesar de las advertencias. Se escuchan disparos y se dirigen hacia arriba, donde el guardia desaparece dejando su linterna y algunos casquillos de bala en el suelo. Asustado, Alex finalmente accede a dejar el hospital, pero primero decide recoger las cámaras y, erróneamente, sugiere que se separen para terminar más rápido.
Mientras recogen cada una de las cámaras, Jared llega a la cámara de la ventana y observa algo fuera del ángulo, que lo empuja hacia la ventana, causándole la muerte. Después de revisar las imágenes, el grupo se da cuenta de lo que le ha sucedido y frenéticamente intenta salir el lugar. Al igual que en la primera parte, el interior del edificio cambia de lugar, impidiendo encontrar una salida. Ellos encuentran la sala de pediatría, donde ven un caballo de juguete meciéndose; Alex se acerca pero el caballo se detiene, y se gira para observar a una joven en una de las camas, peinándose el cabello. Ella les pregunta si quieren jugar, pero luego distorsiona su cara y los persigue fuera de la habitación. Presa del pánico, Tessa se adelanta y cruza una esquina y, antes de que el resto pueda alcanzarla, aparece un muro que la separa del grupo. Tessa es entonces atacada violentamente y su cráneo es aplastado, matándola instantáneamente. Su cuerpo es luego arrastrado.
Los estudiantes restantes siguen en busca de una salida y descubren al guardia de seguridad atado a una camilla, conectado a una máquina de electrochoques. A pesar de sus intentos de liberarlo, el guardia se electrocuta y se prende en llamas. Los estudiantes siguen buscando una salida y descubren una ventana con una reja de metal fino. Trevor investiga y es atacado por una criatura que sale de dicha ventana, donde huyen del lugar y de repente se encuentran en la salida principal del edificio. En las afueras del hospital, encuentran el auto del guardia con las luces y sirenas encendidas y el cuerpo de Jared que está tendido sobre él; huyen en la furgoneta y vuelven a la habitación del hotel. Ellos empacan sus cosas para regresar a casa, sin embargo, después de que ingresan en el ascensor, las puertas se abren a los túneles subterráneos del hospital, revelando que su "escape" era sólo una ilusión. Deciden recorrer los túneles, donde brevemente son separados por los vapores de una tubería; Trevor, con la cámara de visión calorífica, localiza a sus amigos.
Una vez que se reagrupan, se encuentran con Sean Rogerson en persona, quien les dice que los siga hasta una habitación oculta en los conductos de aire de los túneles. Descubren que Sean ha vivido en el edificio durante más de nueve años, donde se ha vuelto loco y no es consciente del tiempo que ha pasado; también dice que es capaz de comunicarse con las entidades del hospital, debido a la lobotomía que el Dr. Friedkin le realizó en la primera parte. Sean les muestra una puerta roja que se encuentra en medio de los túneles. Él les dice que es la única manera de salir, pero está atada con cadenas. Los estudiantes mencionan que tienen unas tenazas que podrían romper la cadena, pero su bolsa de herramientas se extravió. Sean les muestra un mapa, que a lo largo de los años ha sabido interpretar para estar en el hospital sin perderse y luego los lleva a la habitación para encontrar la bolsa. Después de recuperar con éxito las tenazas, Sean les dice al grupo que deben descansar por un tiempo.
Mientras duermen, algo recoge una de las cámaras y los filma. Trevor se despierta y toma una cámara para grabar su última voluntad y testamento. Sean lo sigue y lo mata, argumentando que las entidades le obligaron a hacerlo. Alex y Jennifer se despiertan para encontrar el cuerpo de Trevor en los baños y descubren que Sean se llevó las cintas. Después de consolar a Jennifer con la promesa de que no le pasará nada, Alex ve que Sean dejó su mapa atrás. Sean se muestra a sí mismo filmando un nuevo episodio de “Grave Encounters” durante el viaje a la puerta roja. Al llegar, corta las cadenas y entra, sólo para darse cuenta de la puerta no conduce a ninguna parte. Frenético, comienza a hablar con las entidades alegando que le mintieron a cerca de matar a alguien para salir del hospital, pero las entidades le dicen a Sean que debe "terminar la película”.
Mientras, Alex y Jennifer recorren los túneles, en busca de una salida ayudados del mapa de Sean y entran en la sala de cirugía del Dr. Friedkin, donde las luces de la sala parpadean y se esconden. Ellos ven unas enfermeras que traen a un paciente y el Dr. Friedkin realiza la lobotomía al paciente. Luego las enfermeras le ofrecen un bebé al Dr. Friedkin, al que sacrifica derramando su sangre por el cuerpo del paciente. Una de las enfermeras oye los gemidos aterrorizados de Jennifer y se acerca a su escondite, distorsionando la cara, por lo que huyen horrorizados. En la huida inesperadamente llegan de nuevo a la sala de la puerta roja. Sean aparece y exige que entreguen las cintas faltantes. Alex se niega y Sean trata de matarlo. Durante la lucha, un vacío se abre en la pared que succiona solo a Sean.
Alex se da cuenta de que Sean estaba siendo honesto en la manera de escapar y revela a Jennifer el verdadero propósito de los mensajes que le enviaba “DeathAwaits666”. Él fue llamado para que viniera al hospital a terminar la película para que esta sea vista por el público y más curiosos del tema, como Alex y los estudiantes, lleguen al hospital. Pero solo a un único sobreviviente se le permitirá salir con las cintas. Luego le rompe la cara a Jennifer con la cámara y vuelve la cámara hacia sí mismo, prometiendo que va a terminar la película. Alex recoge todas las cintas y sale del hospital a través de la puerta roja saliendo al exterior, ahora que él es el único sobreviviente y se ha comprometido a terminar la película.
Alex se muestra a continuación vagando por las calles de Los Ángeles, donde es detenido por la policía por estar caminando en el medio de la calle.
La última escena muestran al productor Jerry Hartfield, de “Grave Encounters” y a Alex; donde hablan sobre el lanzamiento de la secuela de la película anterior. Jerry afirma que todas las tomas que están en la nueva película son falsas y Alex comenta que “no hay que buscar el hospital porque es perder el tiempo, ya que no hay nada ahí...”.
Un segundo antes de que empiecen los créditos puede verse una pantalla negra con las coordenadas del supuesto hospital "49 14 122 48".
En una escena poscréditos, Jennifer admite a Tessa que ella siente algo por Alex, mientras que una cámara estaba grabando, antes de la noche de su viaje al hospital.

## Reparto
- Richard Harmon como Alex Wright, un estudiante universitario y director de cine que se obsesiona con la película anterior.
- Leanne Lapp como Jennifer Parker, una estudiante que está enamorada de Alex.
- Sean Rogerson como Lance Preston, después de haber sobrevivido, se ha vuelto loco después de ser atrapado en el hospital durante nueve años.
- Dylan Playfair como Trevor Thompson, el mejor amigo de Alex y camarógrafo.
- Stephanie Bennett como Tessa Hamill, amiga de Jennifer.
- Howie Lai como Jared Lee, segundo camarógrafo Alex.
- Sean Tyson como el guardia del hospital.
- Ben Wilkinson como Jerry Hartfield.
- Arthur Corber como el Dr. Friedkin.
- Brenda McDonald como la Sra. Rogerson.
- Collin Minihan y Ortiz Stuart como The Vicious Brothers.